# Michel Cazenave
Pour les articles homonymes, voir Cazenave.
Michel Cazenave, né le 9 juin 1942 à Toulouse et mort le 21 août 2018 à Taverny, est un philosophe, homme de radio et écrivain français, spécialiste de l'œuvre de Carl Gustav Jung.

## Biographie

### Radio et télévision
Ancien élève de l'École normale supérieure, Michel Cazenave consacre une grande part de son activité à la production d'émissions sur la pensée philosophique et la spiritualité, collaborant entre autres à Océaniques de FR3.
De 1977 à 1997, il est conseiller à la direction de France Culture pour la coordination des programmes. Entre 1997 et 2009, il produit sur cette radio l'émission Les vivants et les dieux, diffusée le samedi en fin de soirée.

#### Prix
- 1997 : grand prix de la Société civile des auteurs multimédia (SCAM) pour l'ensemble de son œuvre radiophonique

### Transdisciplinarité
Michel Cazenave organise en 1979 sous l'égide de France-Culture le colloque de Cordoue intitulé « Science et conscience, les deux lectures de l’univers », auquel participent des physiciens, des neurophysiologistes, des biologistes, des psychanalystes, des philosophes et des spécialistes des sciences religieuses, dans le but d'« essayer d'explorer les voies par lesquelles, un jour peut-être, l'homme pourrait se réconcilier avec lui-même, réunir dans une grande gerbe la puissance de sa raison et la profondeur de son âme. » Puis, c'est en 1984 le colloque « Sciences et symboles, les voies de la connaissance » à Tsukuba au Japon.
Il participe à l'Institut transdisciplinaire de recherches sur l’être et la conscience (ITREC), fondé par Agnès Favard.
Il est membre de l'association du Centre international de recherches et d'études transdisciplinaires (CIRET) présidé par Basarab Nicolescu.

### Jung
Michel Cazenave est directeur de publication des œuvres de Jung aux éditions Albin Michel et en dirige la traduction française.
Il préside le Groupe d'études C.G. Jung de Paris de 1984 à 1990 succédant, entre autres, à Élie G. Humbert et Pierre Solié, son ami proche.
En 2005, il fonde puis préside le Cercle francophone de réflexion et d'information sur l'œuvre de C.G. Jung (CEFRI Jung). Il initie alors le projet d’une maison d’édition d'ouvrages d'orientation jungienne. Ce projet est repris par l’association Le Martin-Pêcheur/Domaine jungien, créée en 2011.

### Politique
Michel Cazenave s'engage, dès ses années d'études, dans le gaullisme de gauche. Il participe en 1965 à la fondation de l'Union des jeunes pour le progrès, le mouvement des jeunes gaullistes, qu'il préside durant un an entre 1966 et 1967. Il a été secrétaire général de l'Union démocratique du travail. En 1973, il est responsable avec Olivier Germain-Thomas du cahier de l'Herne no 21 sur Charles de Gaulle et, en 1983, il dirige le no 43 consacré à André Malraux.

## Œuvres

### Essais
- Le Philtre d'amour, La légende de Tristan et Iseut, José Corti, 1969
- La Subversion de l'âme, Mythanalyse de l'histoire de Tristan et Iseut, Seghers 1981
- Les Empereurs fous, Essai de mythanalyse historique, Imago, 1981
- André Malraux, Balland, 1985
- De Gaulle et la terre de France, Plon, 1988
- De Gaulle, une certaine idée de la France, Critérion, 1990
- Bernard Louédin, La bibliothèque des arts, 1994
- Les Arbres, Imprimerie nationale, 1994
- La Science et les figures de l'âme, Éditions du Rocher, 1996
- Jung, l'expérience intérieure, Éditions du Rocher, 1997
- Alexandre Dumas, le château des folies, Ch. Pirot, 2002
- Petit dictionnaire de l'amour fou, Entrelacs, 2005
- Malraux, le chant du monde, Bartillat, 2006.
- Angèle de Foligno, Pygmalion, 1998, éditions Albin Michel 2007
- À la rencontre de... Carl Gustav Jung, Oxus, 2011.
- Jung revisité, Médicis Entrelacs
  - tome I, La Réalité de l'âme, 2011
  - tome II, Jung et le religieux, 2012

#### En collectif
- La Synchronicité, l'âme et la science, Poiesis, 1985
- Sciences et symboles. Les voies de la connaissance (actes du colloque de Tsukuba), Albin Michel et France-Culture, 1986
- La Science et l'Âme du monde, Imago, 1988
- Dictionnaire de l'ignorance : aux frontières de la science, Albin Michel, 1998
- L'Homme dans ses univers, Albin Michel, 2000
- De la transe à l'hypnose, avec Élisa Brune, Albin Michel, 2006
- Dictionnaire Jung, sous la direction d'Aimé Agnel, Ellipses, 2008  (ISBN 9782729830946). Reparu sous le titre Le Vocabulaire de Jung en 2011  (ISBN 2-7298-2599-1)
- Éloge de l'âme du monde , avec Mohammed Taleb, Éditions Entrelacs, 2015

### Articles
- « Les mathématiques et l’âme chez Proclus » (pp. 422-448), In Michel Cazenave (sous la dir. de), De la science à la philosophie. Y a-t-il une unité de la connaissance ?, Paris, Albin Michel/France Culture, 2005  (ISBN 2-226-15564-3)
- « Le Chaos et le Cosmos ; mythe, métaphysique et science » (pp. 157-178), In Marie-Odile Monchicourt (sous la dir. de), Chaos et Cosmos, Paris, Éditions Le Mail, 1986  (ISBN 2-226-15564-3)

### Romans
- Les Fusils de l'IRA, L'Herne, 1977
- Les Amants de Teruel[7], Albin Michel, 1978, 220 p.
- Le Retour du templier, Albin Michel, 1981
- Les Armes de la mère, Imago, 1983
- La Légende d'Aragor, La table ronde, 1988
- Le Cœur en bandoulière, La Table Ronde, 1990
- Les Demoiselles de Rabastens, Criterion, 1991
- Les Guerriers de Finn, les dits de la mémoire, Artus, 1992
- Tristan et Iseut, Albin Michel, 1994
- La Putain des dieux, Le Rocher, 1994

### Poésie
Beaucoup de recueils, parmi lesquels :
- Fragments de la Sophia suivis de Métamorphoses du cygne, Imago, 1981
- L'Amour, la Vie, coll. « Étincelles », Arma Artis, 2004
- Naissance de l'aurore, Rafael de Surtis, 2008
- L'Œuvre d'or, Rafael de Surtis, 2009
- Préface du recueil Efflorescences d'Ismaël Billy[8], éditions du Menhir, 2013

### Film
- Gitta Mallasz, le scribe des anges, FR3, 1993[9]

### Entretiens
- Entretien pour Radio Aligre FM par Ilke Angela Maréchal, « Quand des philosophes aiment les sciences », dialogue entre Michel Cazenave et le philosophe Michel Bitbol
- Entretien pour Radio Aligre FM par Ilke Angela Maréchal, « La synchronicité », dialogue entre Michel Cazenave et le physicien Etienne Klein
- « La poésie », entretien pour la revue Phréatique n° 72 par Ilke Angela Maréchal
- « Michel Cazenave, poète des profondeurs » (entretien Continents intérieurs, enregistré le 3 octobre 2014)